# Philipp Kilian

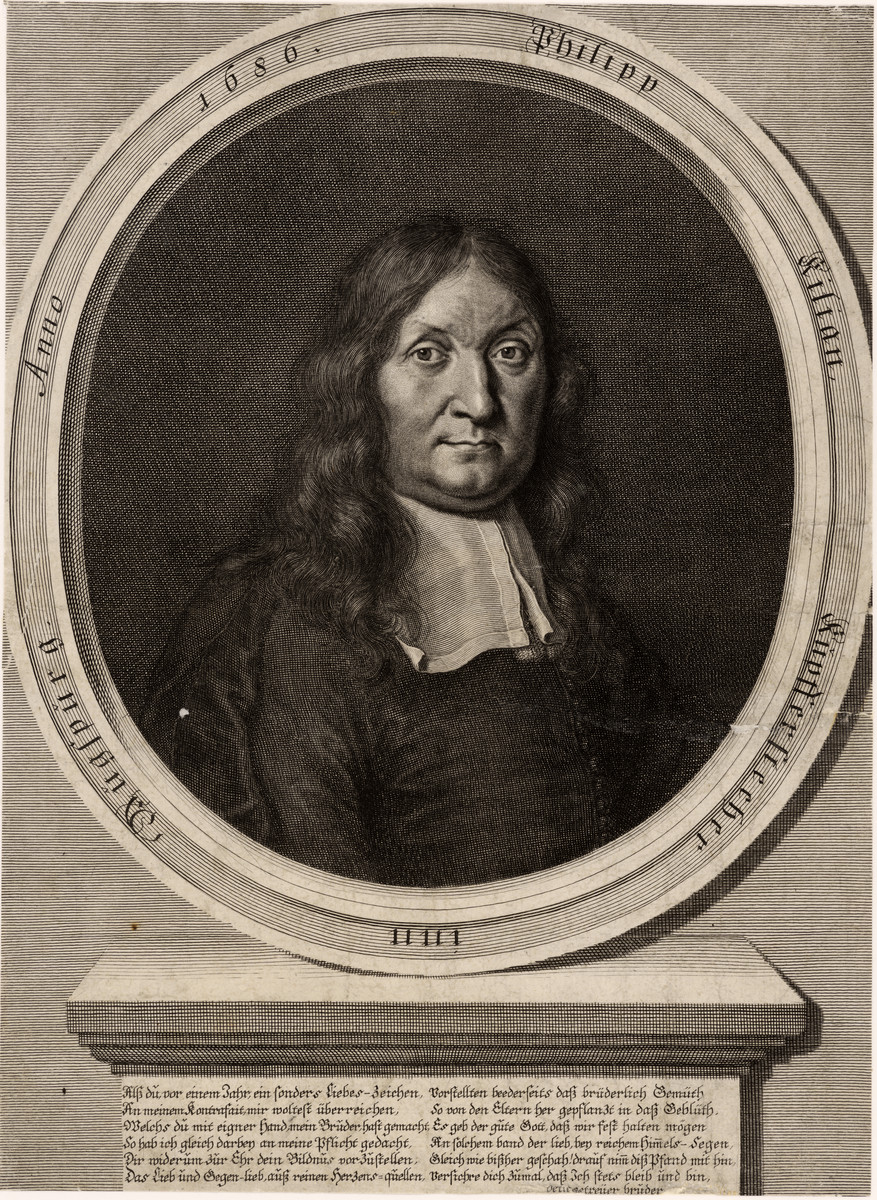
Philipp Kilian, 1686

Philipp Kilian (* 8. Juli 1628 in Augsburg; † 14. Oktober 1693 ebenda) war ein deutscher Kupferstecher.

## Leben
Philipp Kilian war ein Sohn von Wolfgang Kilian (1581–1663). Er wurde von seinem Vater ausgebildet und reiste dann mit seinem Bruder Johann, der Goldarbeiten für Kirchen anfertigte, nach Venedig, Florenz und Rom, um sich dort weiter ausbilden zu lassen. Nach Augsburg zurückgekehrt schuf er Porträts seiner Brüder Bartholomäus und Johann sowie vom Tiermaler Johann Heinrich Roos, von Johann Spillenberger und von Joachim von Sandrart. Ein Schüler von ihm war Johann Georg Seiller. Er heiratete im Jahr 1651 und hatte zwei Söhne Wolfgang Philipp Kilian (1654–1732) und Jeremias Kilian (ca. 1766–1730), die ebenfalls Kupferstecher wurden.

## Werke (Auswahl)
Kilian fertigte rund 300 Buchverzierungen und Bildnisse. So stellte er unter anderem Porträtbilder in Lebensgröße von Kaiser Leopold I. und dessen Sohn Joseph jeweils zu Pferd her. Er lieferte auch Kupferstiche von Biblischen Ereignissen, wie beispielsweise die Eroberung von Jericho nach einer Vorlage von Matthias Scheits für eine Ausgabe der Bilderbibel von 1672.
- Christus am Kreuze
- Kaiserin Claudia Felicitas
- König Carl von Schweden
- Churfürst Carl Ludwig von Bayern
- Kronprinzessin Wilhelmina Ernestina von Dänemark nach Johann Georg Wagner
- Kaiserin Margarita Theresa
- Kaiser Leopold I.
- Markgraf Wilhelm von Baden
- Ludovica Christina von Savoyen, Markgräfin von Baden
- Markgraf Friedrich von Baden
- Landgraf Ludwig VI. von Hessen-Darmstadt
- Herzog Eberhard III. von Württemberg
- Prinzessin Catharina von Württemberg
- Sophia Margaretha von Brandenburg
- Graf Friedrich Casimir von Hanau nach Johann David Welcker[5]
- Joachim von Sandrart, nach J. U. Mayer